# Championnat d'Afrique des rallyes
Le Championnat d'Afrique des rallyes ("African Rally Championship" - ARC) est organisé chaque année par la Fédération internationale de l'automobile (FIA).
Il débuta en 1981, remporté alors par Shekhar Mehta.
Le Zambien Satwant Singh l'a remporté à 8 reprises.
Le Franco-Ivoirien Alain Ambrosino l'a emporté quant à lui à 3 reprises (ainsi que le 20e Rallye Marlboro Côte d'Ivoire de 1988 comptant alors pour le championnat du monde), et le double champion du monde de la spécialité, Walter Röhrl (en outre champion d'Europe) une fois.
(nb: le Français Daniel Le Saux fut le copilote d'Alain Ambrosino lors de ses trois titres continentaux, et son compatriote Nicolas Klinger celui de Conrad Rautenbach en 2011)
Auparavant, le Français Jean-Pierre Nicolas s'était illustré en terres africaines de 1976 à 1978, en remportant le Rallye du Maroc, l'East african Safary et le Rallye du Bandama, le tout sur Peugeot 504 coupé (Hannu Mikkola réalisa lui aussi ce triplé africain dans le cadre du WRC).

## Championnat d’Afrique des rallyes
Le Championnat d’Afrique des rallyes se divise en deux régions :
- La région nord : Côte d’Ivoire, Kenya, Ouganda, Rwanda
- La région sud : Tanzanie, Zambie, Afrique du sud, Madagascar

Les rallyes ne doivent pas dépasser les 1 200 km. Un seul des deux formats présentés ci-dessous doit être utilisé.
Les rallyes avec une spéciale sont des épreuves de vitesse chronométrées sur des routes fermées et réservées au rallye. La longueur totale des spéciales est fixée entre 200 et 300 km.
Les rallyes avec une étape de compétition sont connus comme des rallyes de type « safari » et ils se déroulent sur des routes qui ne sont pas réservées au rallye. La longueur totale d’une étape de compétition est fixée entre 200 et 300 km.
Les titres suivants seront décernés :
- Championnat d’Afrique des rallyes de la FIA pour les pilotes et les copilotes
- Coupe ARC de la FIA pour les constructeurs
- Coupe ARC de la FIA pour les pilotes et les copilotes qui utilisent des voitures à deux roues motrices, à moteur atmosphérique et d’une cylindrée maximum de 1 600 cm3.

Victoires des marques :
- 16 x Subaru
- 4 x Mitsubishi
- 3 x Peugeot, Nissan, Datsun, Skoda
- 3 x Ford
- 2 x Opel, Audi
- 1 x Toyota, Ford, Volkswagen

## Palmarès
| Année | Champion                                    | Voiture                                      |
| ----- | ------------------------------------------- | -------------------------------------------- |
| 2024  | Karan Patel                                 | Škoda Fabia R5 (en)                          |
| 2023  | Karan Patel                                 | Ford Fiesta R5                               |
| 2022  | Leeroy Gomes (ZAM)                          | Ford Fiesta R5                               |
| 2021  | Carl Tundo (KEN)                            | Volkswagen Polo                              |
| 2020  | Annulé en raison de la pandémie de Covid-19 | Annulé en raison de la pandémie de Covid-19  |
| 2019  | Singh Baryan Manvir (KEN)                   | Skoda Fabia R5                               |
| 2018  | Singh Baryan Manvir                         | Skoda Fabia R5                               |
| 2017  | Singh Baryan Manvir                         | Skoda Fabia R5                               |
| 2016  | Don Smith (KEN)                             | Subaru Impreza WRX STI N14                   |
| 2015  | Jaspreet Singh Chatthe (KEN)                | Mitsubishi Lancer Evo X                      |
| 2014  | Gary Chaynes (CI)                           | Mitsubishi Lancer Evo X                      |
| 2013  | Jassy Singh (ZMB)                           | Subaru Impreza WRX STI N12B                  |
| 2012  | Mohammed Essa (ZMB)                         | Subaru Impreza WRX STI N12                   |
| 2011  | Conrad Rautenbach (ZWE)                     | Ford Fiesta S2000                            |
| 2010  | James Whyte (ZWE)                           | Subaru Impreza WRX STI N10                   |
| 2009  | James Whyte (ZWE)                           | Subaru Impreza WRX STI N10                   |
| 2008  | Hideaki Miyoshi (JAP)                       | Mitsubishi Lancer Evo IX                     |
| 2007  | Conrad Rautenbach (ZEW)                     | Subaru Impreza WRX STI N10                   |
| 2006  | Patrick Emontspool (BEL)                    | Subaru Impreza WRX STI N12                   |
| 2005  | Muna Singh (ZMB)                            | Subaru Impreza WRX                           |
| 2004  | Muna Singh (ZMB)                            | Subaru Impreza WRX                           |
| 2003  | Fernando Rueda (ESP)                        | Mitsubishi Lancer Evolution VII              |
| 2002  | John Gemmel (ZAF)                           | Subaru Impreza WRX                           |
| 2001  | Schalk Burger (ZAF)                         | Subaru Impreza WRX                           |
| 2000  | Satwant Singh (ZMB)                         | Subaru Impreza WRX                           |
| 1999  | Charles Muhangi (UGA)                       | Subaru Impreza WRX                           |
| 1998  | Satwant Singh (ZMB)                         | Subaru Impreza WRX                           |
| 1997  | Satwant Singh (ZMB)                         | Subaru Impreza WRX                           |
| 1996  | Satwant Singh (ZMB)                         | Subaru Impreza WRX - Hyundai Elantra         |
| 1995  | Fritz Flachberger (NAM)                     | Ford Escort RS Cosworth                      |
| 1994  | Abe Smith (ZEW)                             | Audi 90 quattro                              |
| 1993  | Satwant Singh (ZMB)                         | Toyota Celica Turbo 4WD                      |
| 1992  | Aldo Riva (ITA)                             | Audi 90 Quattro                              |
| 1991  | Satwant Singh (ZMB)                         | Mitsubishi Galant VR-4 - Volkswagen Golf GTI |
| 1990  | Walter Costa (BDI)                          | Peugeot 205 GTI                              |
| 1989  | Satwant Singh (ZMB)                         | Volkswagen Golf GTI                          |
| 1988  | Satwant Singh (ZMB)                         | Volkswagen Golf GTI - Opel Manta 400         |
| 1987  | Alain Ambrosino (CI)                        | Nissan 240RS (en)                            |
| 1986  | Alain Ambrosino (CI)                        | Nissan 240RS                                 |
| 1985  | Luc Requilé (RWA)                           | Opel Manta 400                               |
| 1984  | David Horsey (KEN)                          | Peugeot 504 Pick-up                          |
| 1983  | Alain Ambrosino (CI)                        | Peugeot 505 STI                              |
| 1982  | Walter Röhrl (DE)                           | Opel Ascona 400                              |
| 1981  | Shekhar Mehta (KEN)                         | Datsun Violet GT                             |

## Épreuves
2021
- Rallye Côte-d’Ivoire Bandama (ARC) 13-14 mars.

2020
- Rallye Côte d’Ivoire Bandama (ARC) 20-23 février.
- Zambia International Rally (ARC) 19-21 juin

-Annulé COVID19-
- Safari Rally Kenya (ARC) 16-19 juillet

-Annulé COVID19-
- Pearl of Africa Uganda Rally (ARC) 14-16 août

-Annulé COVID19-
- Rally of Tanzania (ARC) 18-20 septembre

-Annulé COVID19-
- Rwanda Mountain Gorilla Rally (TO BE ANNOUNCED).

-Annulé COVID19-
2019
- Rallye Côte d’Ivoire Bandama (ARC) 23-24 février.
- Rally of South Africa (ARC) 26-27 avril.
- Zambie International Rally (ARC) 07-9 juin.
- Safari Rally Kenya (ARC) 05-7 juillet.
- Pearl of Africa Uganda Rally (ARC) 02-4 août.
- Rally of Tanzania (ARC) 13-15 septembre.
- Rwanda Mountain Gorilla Rally (ARC) 04-6 octobre.

2018
- Rallye Côte d’Ivoire Bandama (African Rally Championship) 23-25 février.
- Safari Rally Kenya (ARC) 16-18 mars.
- York Rally South Africa -Afrique du Sud (ARC) 19-21 avril.
- Zambia International Rally -Zambie (ARC) 22-24 juin.
- Pearl of Africa Uganda Rally -Ouganda (ARC) 20-22 juillet.
- Rally of Tanzania -Tanzanie (ARC) 24-26 août.
- Rwanda Mountain Gorilla Rally -Rwanda (ARC) 21-23 septembre.

2017
- Ivory Coast Rally -Côte d’Ivoire Bandama (African Rally Championship) 10-12 février.
- Safari Rally Kenya (ARC) 17-19 mars.
- York Rally South Africa -Afrique du Sud (ARC) 20-22 avril.
- Pearl of Africa Uganda Rally -Ouganda (ARC) 30 juin - 2 juillet.
- Rally of Tanzania -Tanzanie (ARC) 04-6 août.
- Rwanda Mountain Gorilla Rally -Rwanda (ARC) 08-10 septembre.
- Zambia International Rally -Zambie (ARC) 20-22 octobre.

2016
- Rally of Tanzania -Tanzanie.
- Power Pearl of Africa Uganda Rally -Ouganda.
- Rallye Safari -Kenya.
- Zimbabwe Challenge -Zimbabwe.
- Zambia International Rally -Zambie.
- Rwanda Mountain Gorilla Rally -Rwanda.
- Equator Rally -Kenya.
- Ivory Coast Rally -Côte d'Ivoire Bandama.
- Rallye Zoulou d'Afrique du Sud|Rally South Africa -Afrique du Sud.
- Tara Rally -Namibie.
- Rallye International de Madagascar (Madagasikara Rally)

2015
- Ivory Coast Rally -Côte d’Ivoire Bandama (African Rally Championship) 06-8 mars.
- Sasol Rally -Afrique du Sud (ARC) 17-18 avril.
- Zambia International Rally (ARC) 15-17 mai.
- Rally of Tanzania -Tanzanie (ARC) 12-14 juin.
- Rwanda Mountain Gorilla Rally -Rwanda (ARC) 31 juillet-2 août.
- Pearl of Africa Uganda Rally -Ouganda (ARC) 28-30 août.
- Rallye International de Madagascar (Madagasikara Rally) (ARC) 06-8 novembre.

2014
- Ivory Coast Rally -Côte d’Ivoire Bandama (African Rally Championship) 14-16 mars.
- Sasol Rally -Afrique du Sud (ARC) 11-12 avril.
- Zambia International Rally (ARC) 16-18 mai.
- Rally of Tanzania -Tanzanie (ARC) 13-15 juin.
- Rwanda Mountain Gorilla Rally -Rwanda (ARC) 18-20 juillet.
- Pearl of Africa Uganda Rally -Ouganda (ARC) 15-17 août.
- Rallye Safari -Kenya (ARC) 12-14 septembre.
- Rallye International de Madagascar (Madagasikara Rally) (ARC) 07-9 novembre.